# Saint-Laurent-de-la-Prée
Saint-Laurent-de-la-Prée là một xã trong tỉnh Charente-Maritime trong vùng Nouvelle-Aquitaine, tây nam nước Pháp. Xã Saint-Laurent-de-la-Prée nằm ở khu vực có độ cao trung bình 7 mét trên mực nước biển.